# Jules-Charles Aviat
Jules-Charles Aviat, pseudonyme de Jules-Charles Mauperrin, est un peintre français, né à Brienne-le-Château (Aube) le 26 juin 1844 et mort à Périgueux (Dordogne) le 23 janvier 1931.

## Biographie
Fils de Jean Baptiste Mauperrin, marchand blatier, et de Marie Marguerite Doux, Jules-Charles Mauperrin est né le 26 juin 1844 à Brienne-le-Château (Aube).
Après la mort de son père, le 6 janvier 1854, sa mère se remaria avec le fils d'une famille bourgeoise d'Arcis-sur-Aube, Pierre Antoine Aviat, inspecteur à la Compagnie du chemin de fer de Paris à Orléans, avec qui elle eut deux enfants, Marie Antoinette et Albert, qui deviendra aquafortiste et s'installera à Vendôme. Pierre Aviat donne son nom à Jules-Charles, qui devient pour l'état civil : Jules-Charles Mauperrin Aviat.
Le frère cadet de son beau-père, Auguste Louis Aviat (1819-1876) est peintre paysagiste, dessinateur et photographe, c'est sans doute à la suite de son intérêt pour le travail de ce dernier qu'il décide de devenir peintre. Il choisit pour nom d'artiste celui de son beau-père et devient Jules Aviat pour les arts.
Jules Aviat part étudier à Rome de 1867 à 1870. Il y rencontre et devient l'élève du directeur de l'Académie de France à Rome, Ernest Hébert qui l'assiste de ses conseils.

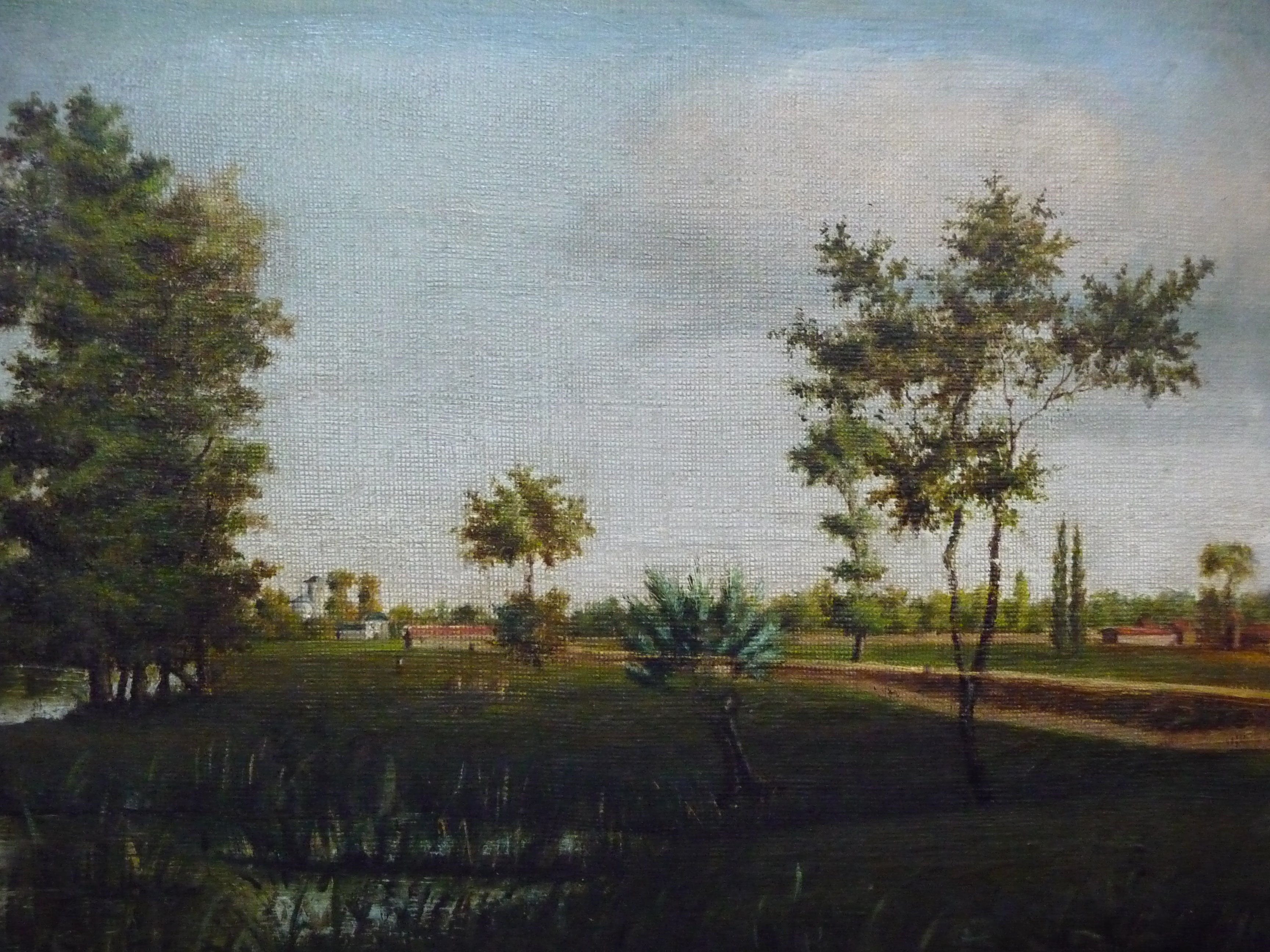
Jules Aviat : Campagne romaine (1867-1870) ; collection particulière AS

De retour en France, Jules Aviat est l'élève de Jules-Isidore Lafrance, Carolus-Duran et Léon Bonnat. Avec ce dernier, Ernest Hébert et Pierre Puvis de Chavannes, tous les trois ses amis, il participe à la décoration du Panthéon à Paris.

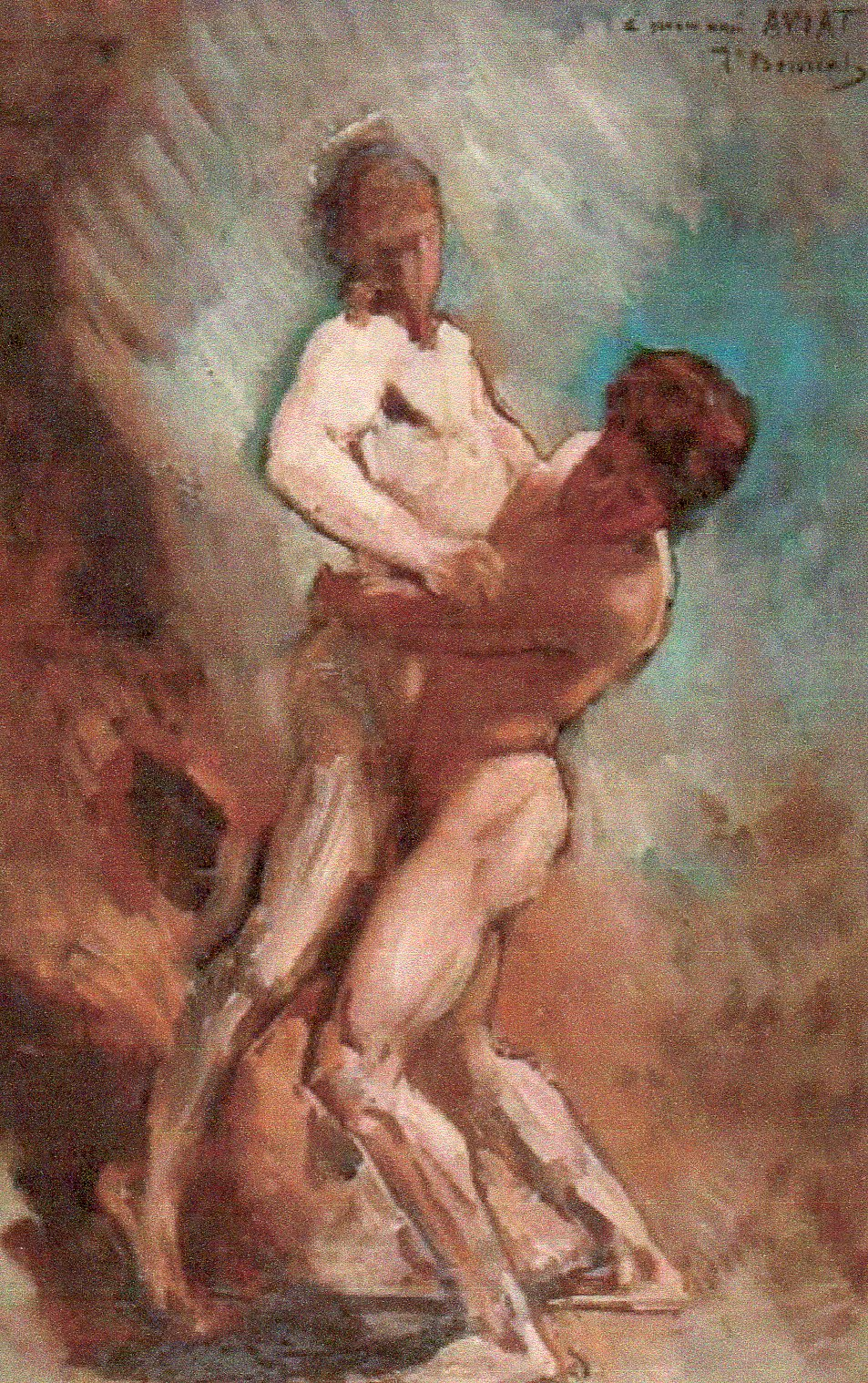

Etude pour "Jacob se battant avec l'ange " par Léon Bonnat, portant la dédicace "A mon ami Aviat" ; Salon des Artistes Français de 1876 (collection particulière).

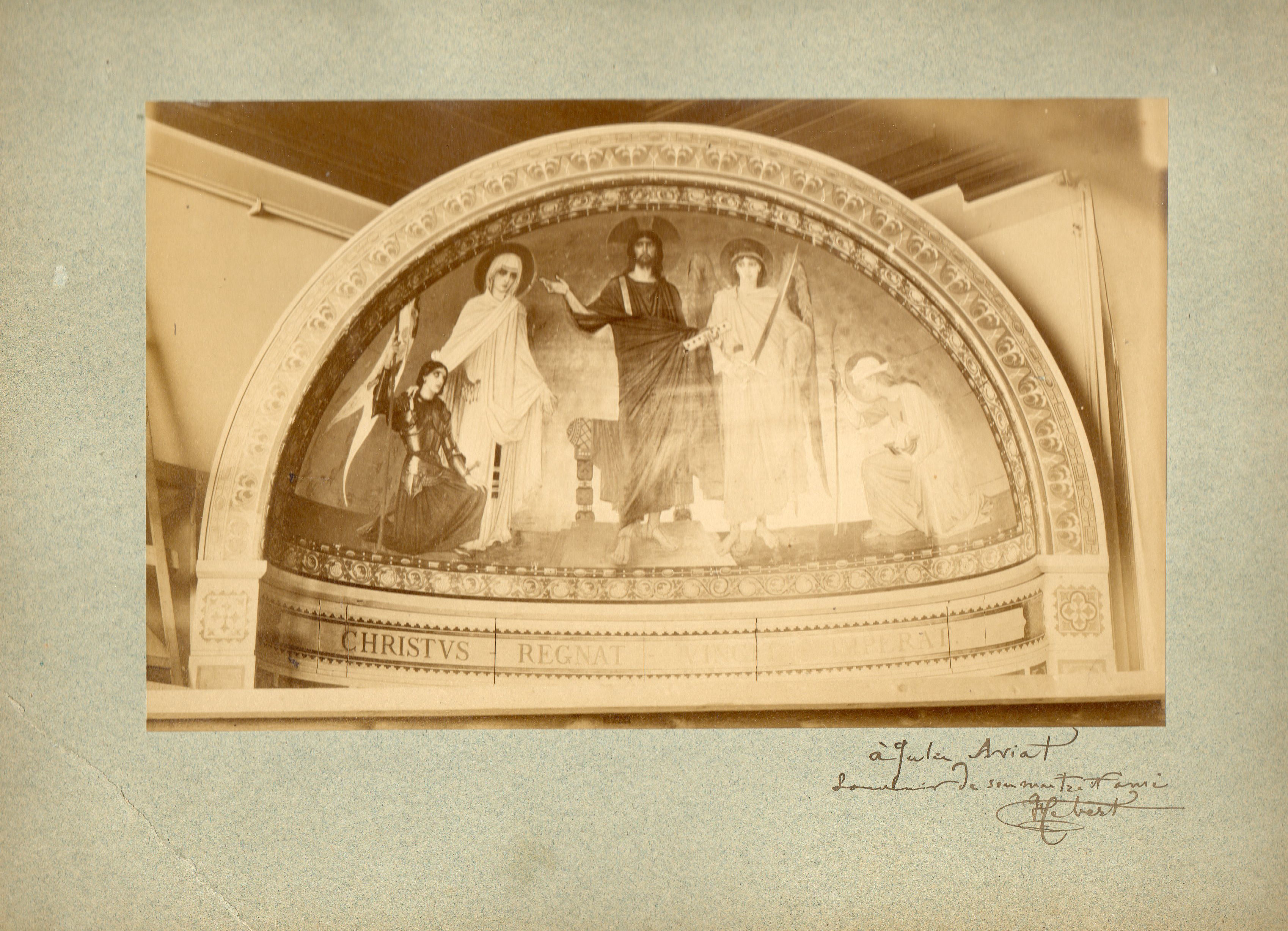

Photographie dédicacée par Ernest Hébert "à Jules Aviat souvenir de son maître et ami", de la fresque de l'abside du Panthéon, exécutée par celui-ci et à laquelle Jules Aviat a participé (collection particulière AS).
Jules Aviat épouse le 29 mai 1875 à Paris, Marguerite Françoise Flora Munoz, fille d'un médecin psychiatre parisien d'origine  havanaise. Ils eurent cinq enfants.
Vers la fin de sa vie, Jules Aviat se retire à Périgueux où il continue à peindre les notables de la région, ainsi que les paysages verdoyants du Périgord. Le musée d'art et d'archéologie du Périgord de Périgueux conserve plusieurs de ses œuvres. Il était l'ami de Georges Grellet

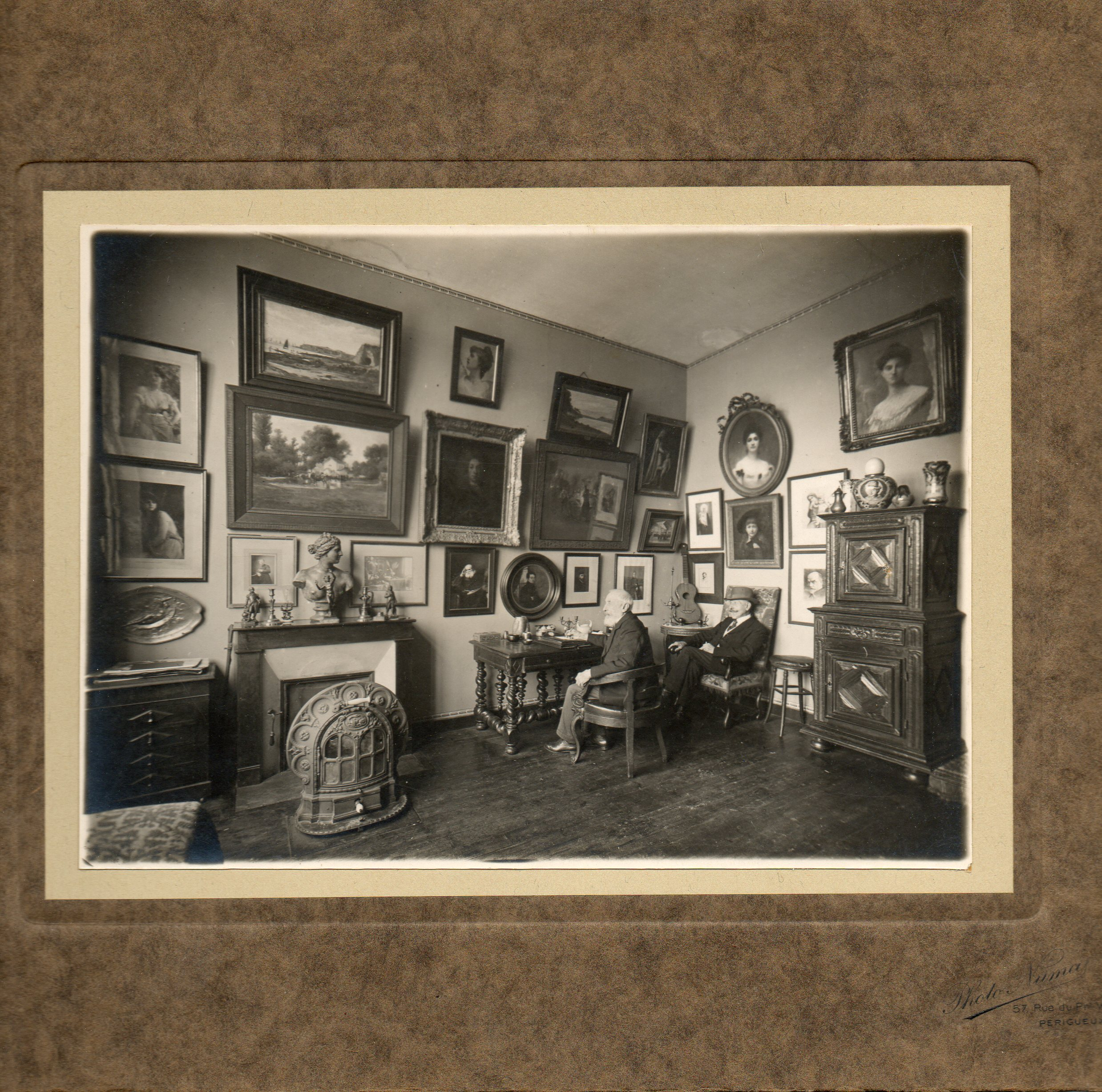

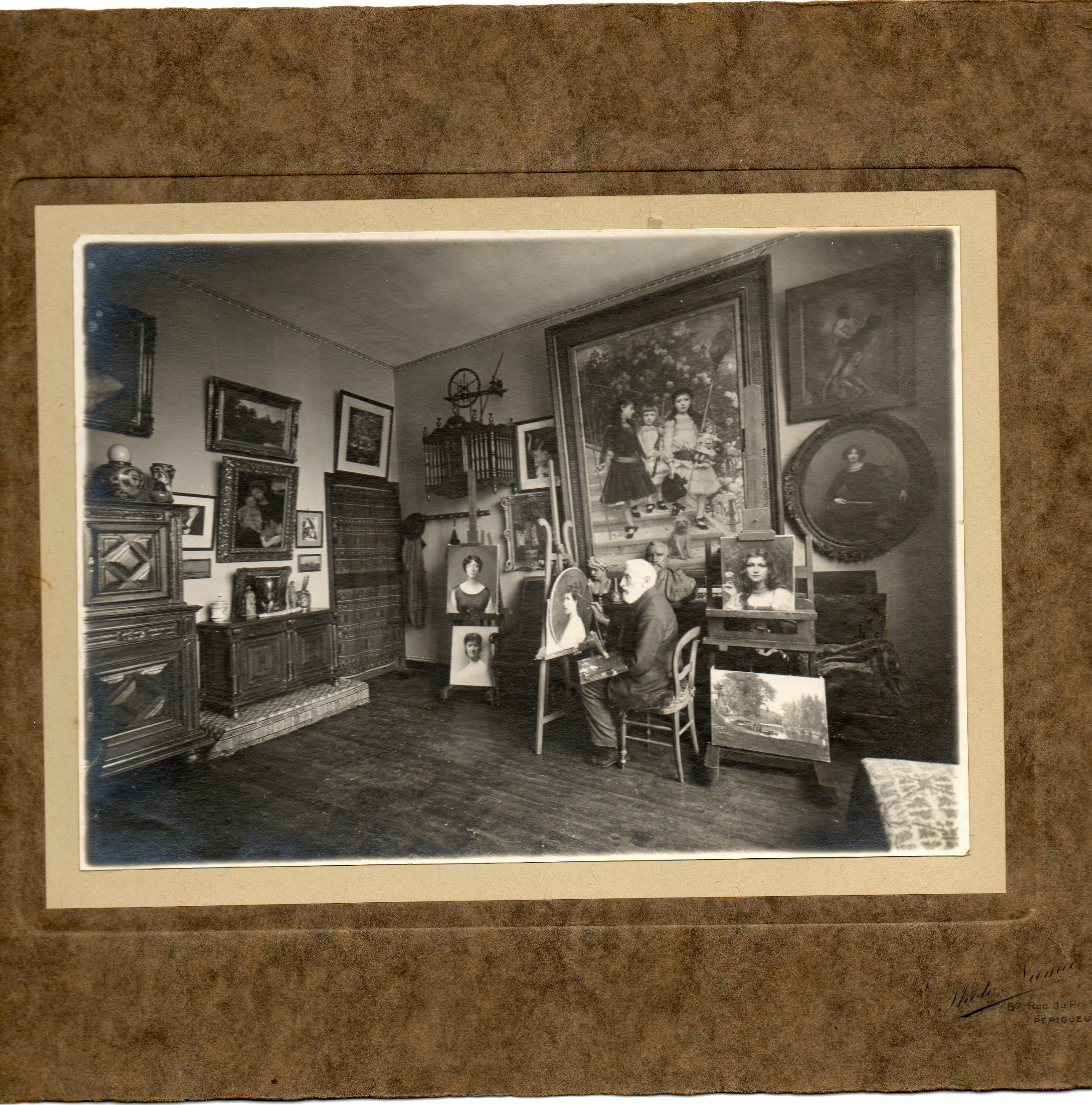

Jules Aviat (avec son frère Albert, l'aquafortiste), dans son appartement de Périgueux.
Il meurt le 23 janvier 1931 à Périgueux et est inhumé au cimetière Nord de cette ville.

### Jules Aviat aux États-Unis
En mai 1905, Samuel Thruston Ballard et son épouse, originaires de Louisville, visitent le Salon des artistes français pour choisir un peintre pouvant réaliser des portraits des membres de leur famille. Ils considèrent que le peintre le plus talentueux, en dehors de John Singer Sargent, est Jules Aviat, et lui demande de venir passer quelques mois à Louisville pour portraiturer leur famille. Jules Aviat accepte et s'embarque sur le paquebot SS La Bretagne au Havre le 9 décembre 1905. Durant son séjour à Louisville, il réalise les portraits du couple Thruston Ballard et plusieurs autres portraits dont celui de la sœur de Samuel Thruston Ballard, Miss Mary Ballard, de son beau frère, Rogers Clark  Ballard Thruston et de son fils. Il réalisa également les portraits de Mme Herman D. Newcomb, de Maryon E. Taylor, de Theodore Harris et de Zudie Harris.
Le peintre quitte Louisville en avril 1906 et effectue un périple dans plusieurs villes des États-Unis. Il revint à New York début 1907 et est de retour en France en février de la même année.

Portraits peints aux États-Unis
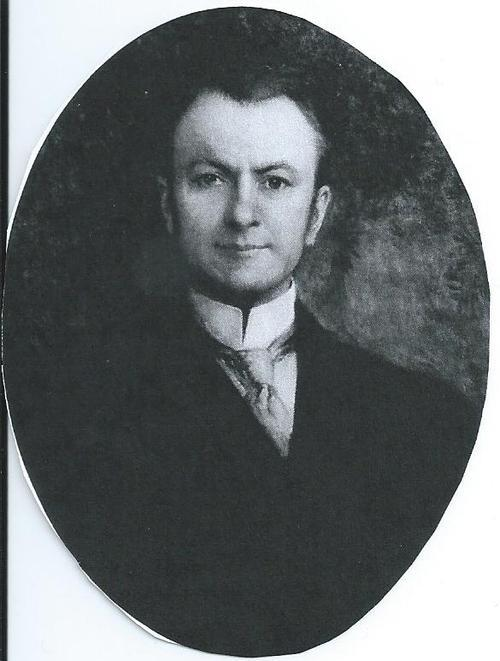
Rogers Clark Ballard Thruston (1906), Louisville, Filson Historical Society.
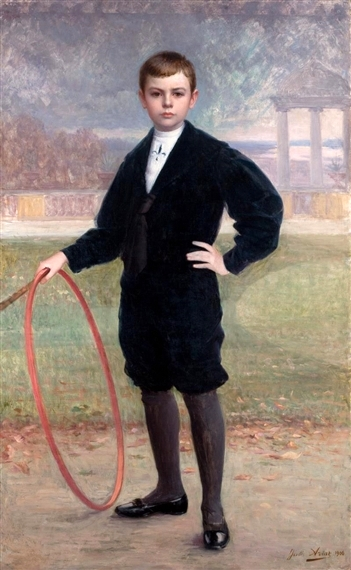
Portrait d'un garçon de Louisville (1906), localisation inconnue.
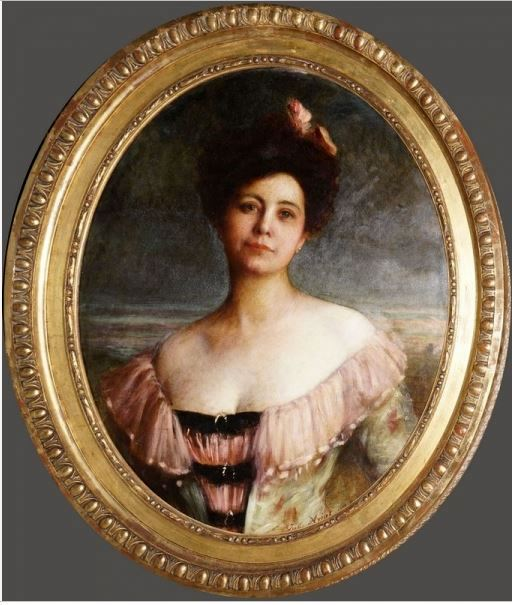
Élégante en rose (1907), localisation inconnue.
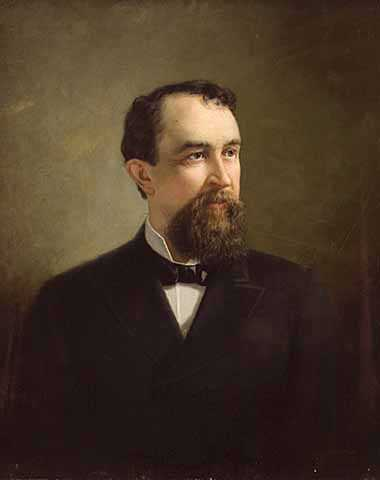
Portrait de Thomas Lowry de Mineapolis (1906).

## Œuvre
Jules Aviat expose entre 1876 et 1924 au Salon de peinture et de sculpture puis au Salon des artistes français. Il participe à l'Exposition de Bordeaux (1895), aux Expositions universelles de 1900 à Paris, puis de 1910 à Bruxelles.

### Mythologie et peinture d'histoire

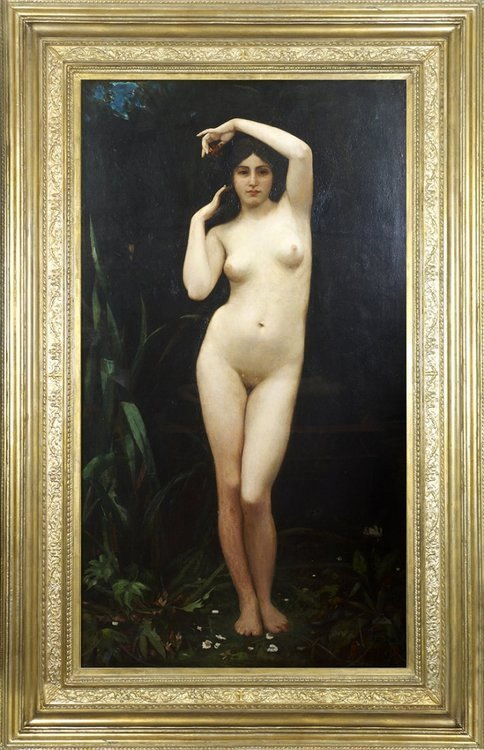
Néère[7] (1878), localisation inconnue.
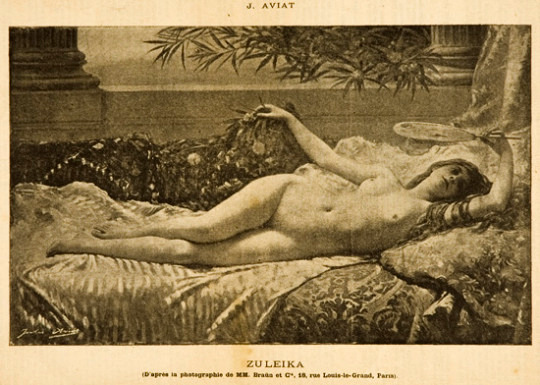
Zuléika[8] (1885), localisation inconnue.
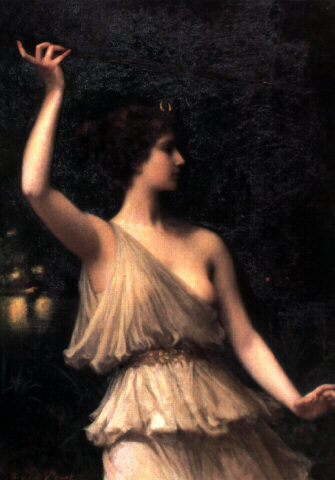
Artémis (1895), localisation inconnue.
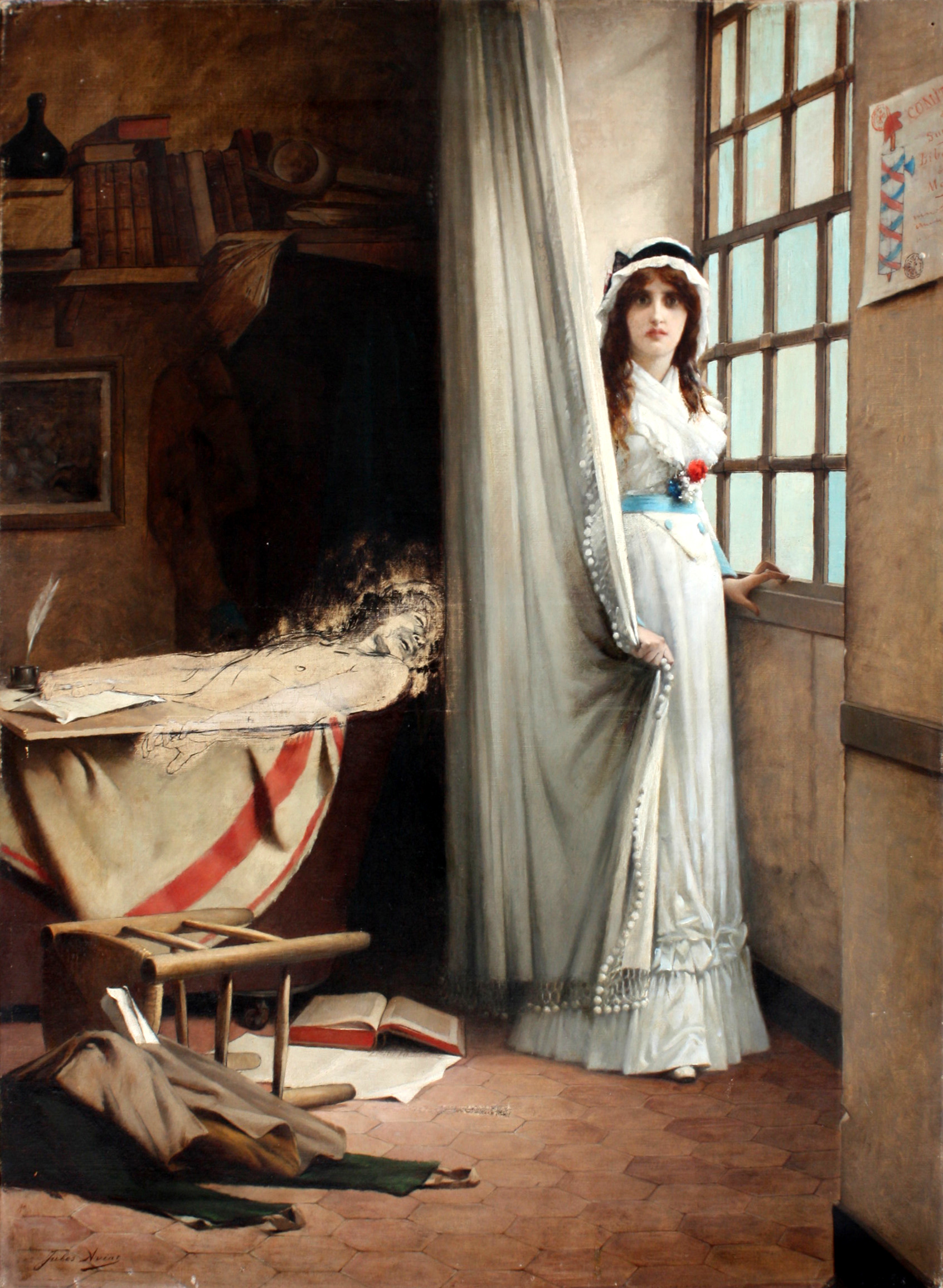
Charlotte Corday et Marat (1880), musée des Beaux-Arts de Rouen.
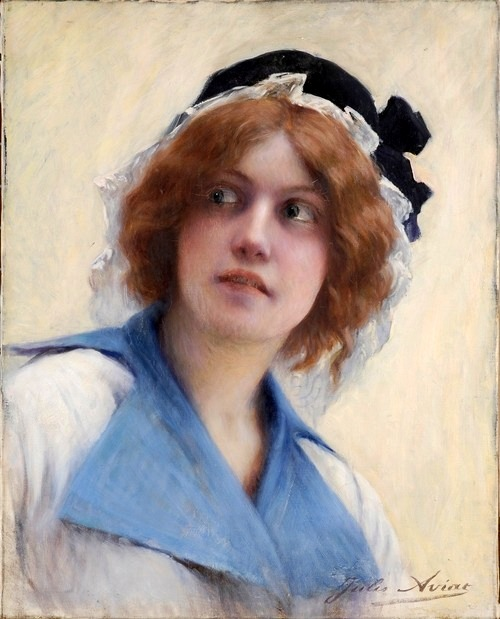
Charlotte Corday (1899), musée du château royal de Blois.
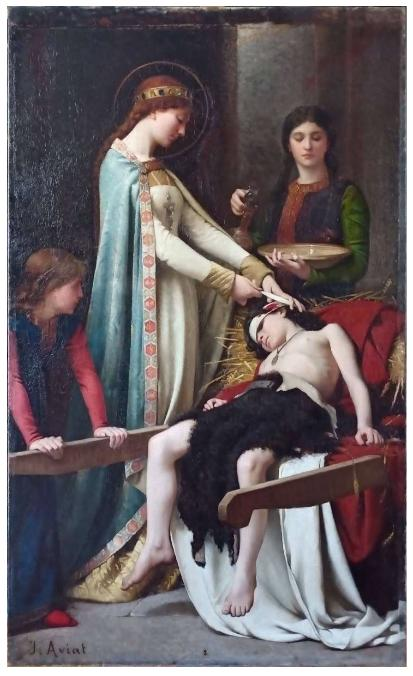
Sainte Elisabeth de Hongrie soignant un blessé (musée Boucher-de-Perthes)

### Portraits
Dans  ses  portraits féminins, Aviat a deux styles : celui qui évoque l'époque de Franz Xaver Winterhalter, en accordant une certaine importance aux accessoires ; dans d'autres œuvres, il recherche le charme des œuvres de Thomas Gainsborough[réf. nécessaire]. Ses portraits féminins le mettait en concurrence avec ceux de Léon Bonnat, Henri Gervex, François Flameng, Ferdinand Humbert et Maurice Chabas.

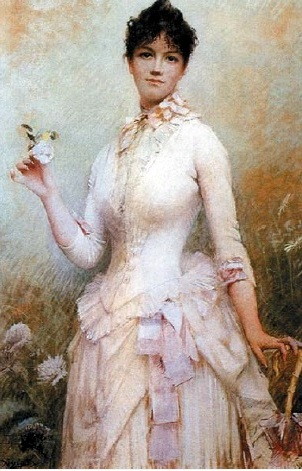
Berthe Bousquet née Caron, musée des Beaux-Arts de Troyes.
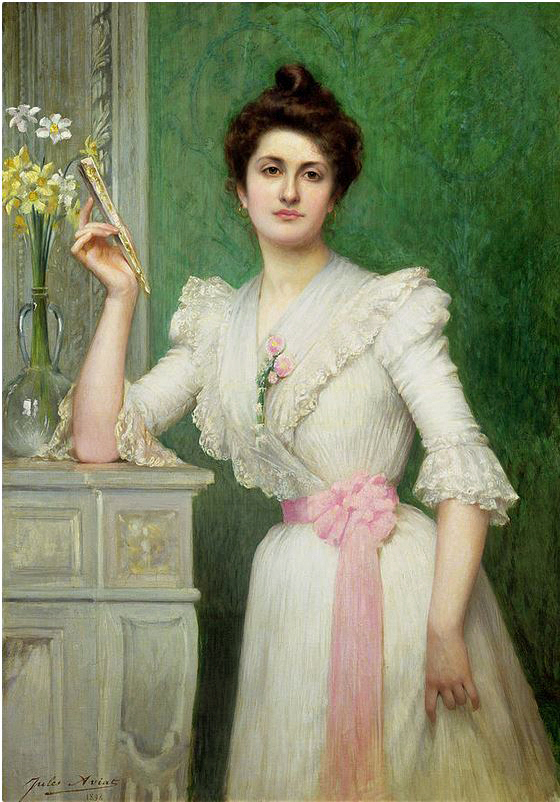
Dame à l'évantail (1898), localisation inconnue.
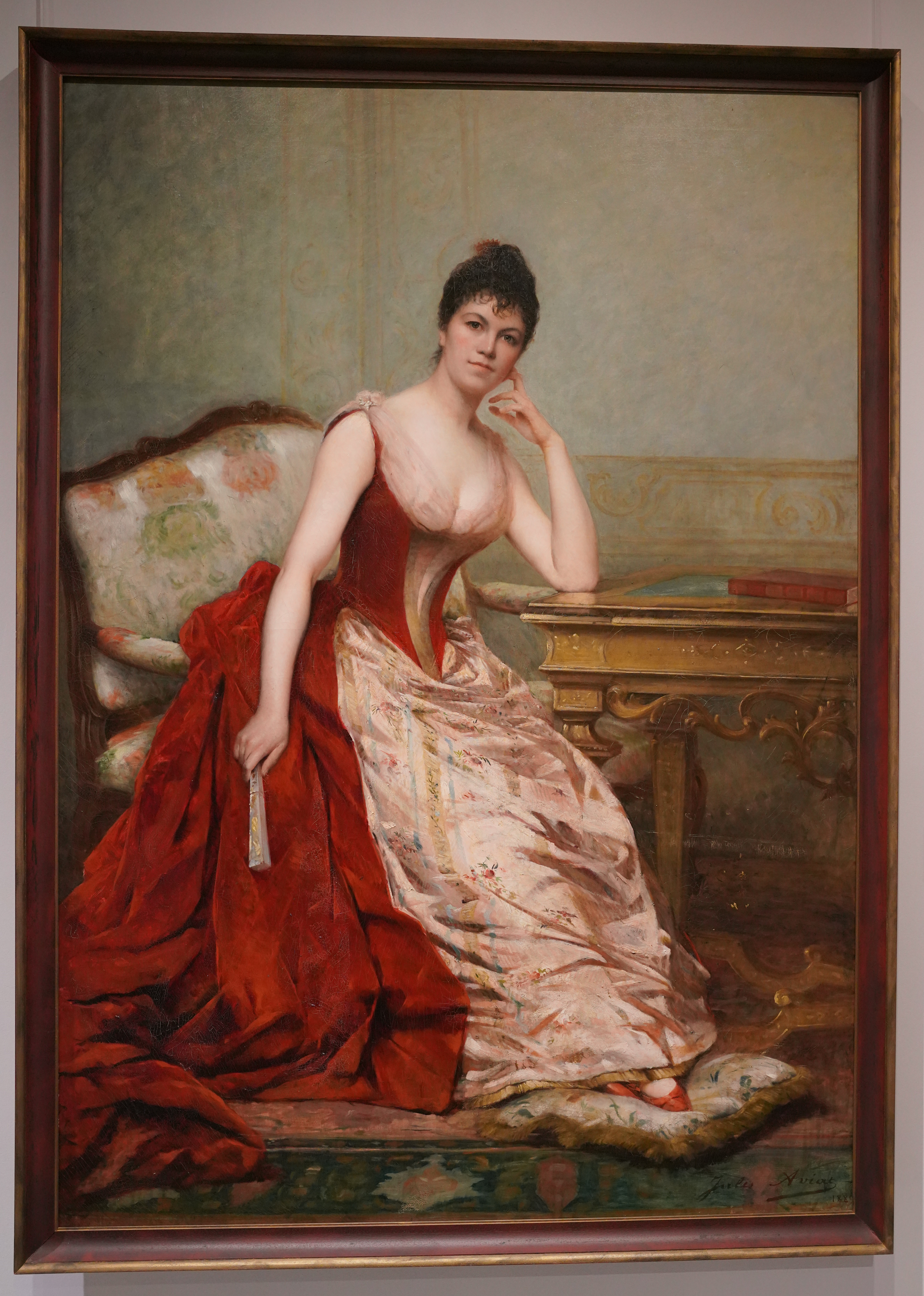
Madame Jules Caron née Jeaunet (1889), musée des Beaux-Arts de Troyes.
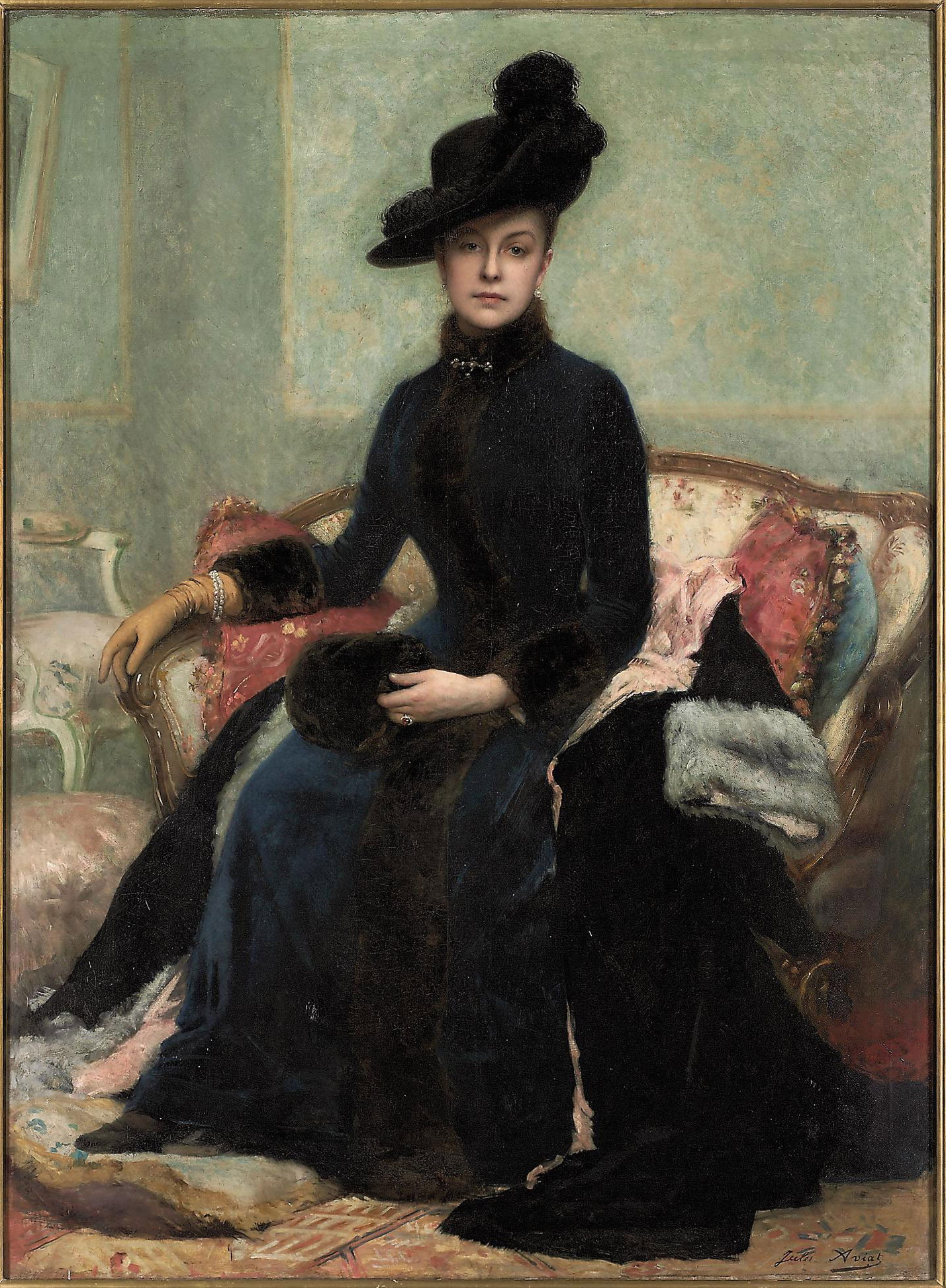
Adelina Patti (1887), localisation inconnue.
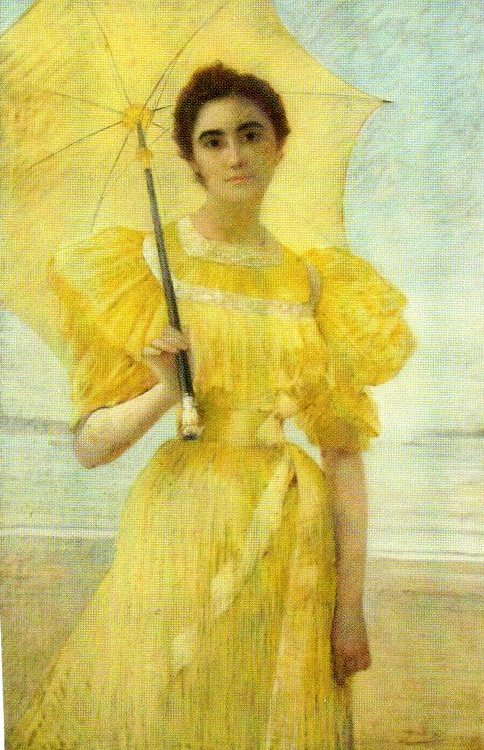
Portrait de Mme Marguerite Huvet, localisation inconnue.
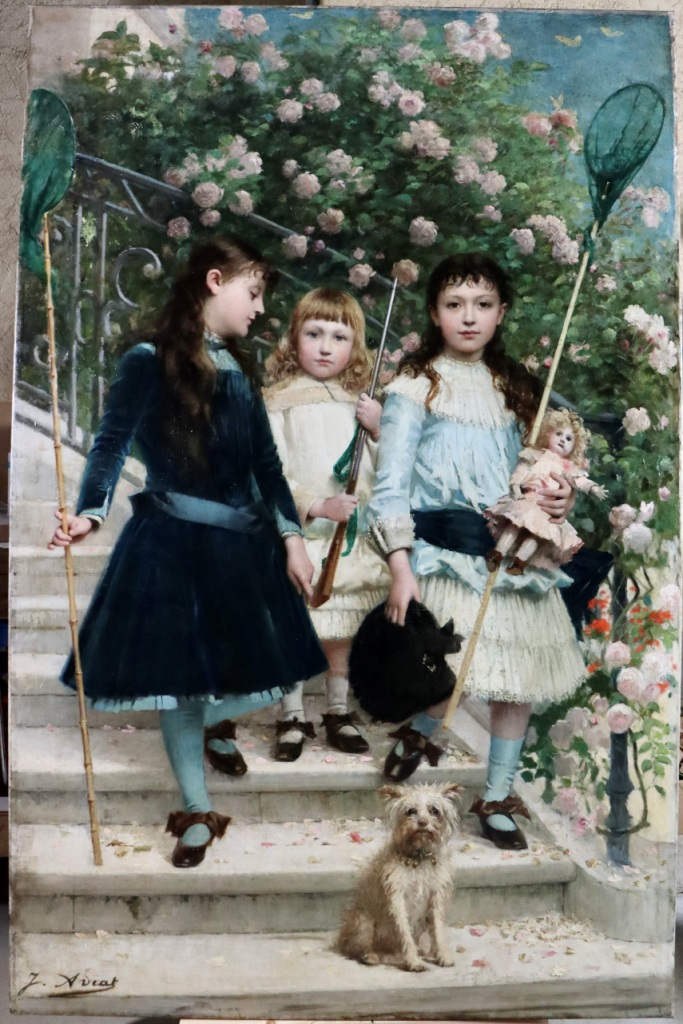
Départ pour la chasse  aux papillons (1886)  : trois des cinq enfants de Jules Aviat, de gauche à droite, Marguerite, restée célibataire, Pierre, décédé jeune et Denise, épouse Serratrice, sur les escaliers de la propriété de Jules Aviat à Sceaux ; musée des Beaux Arts de Périgueux.
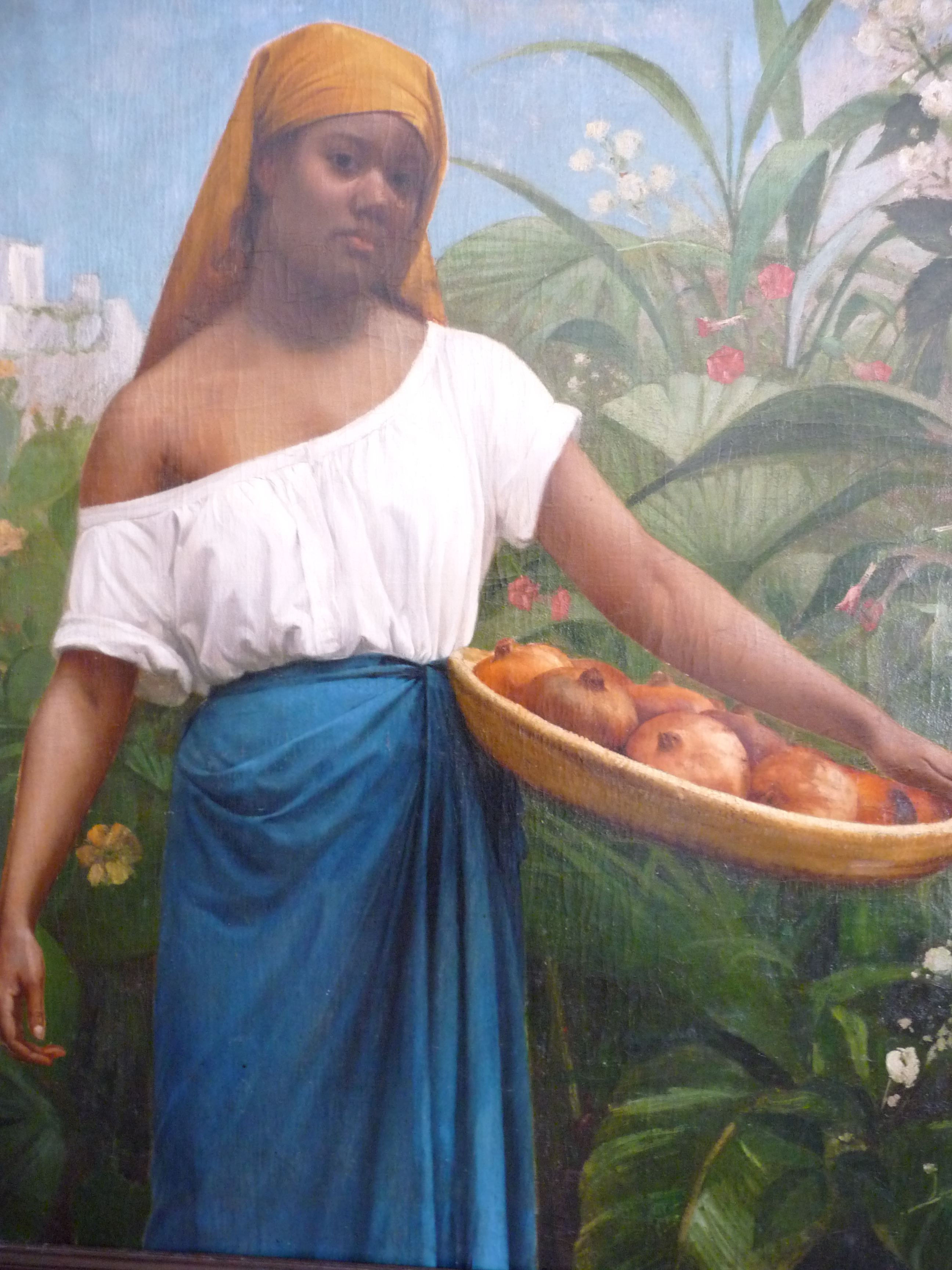
Manuela servante cubaine (collection particulière CS).
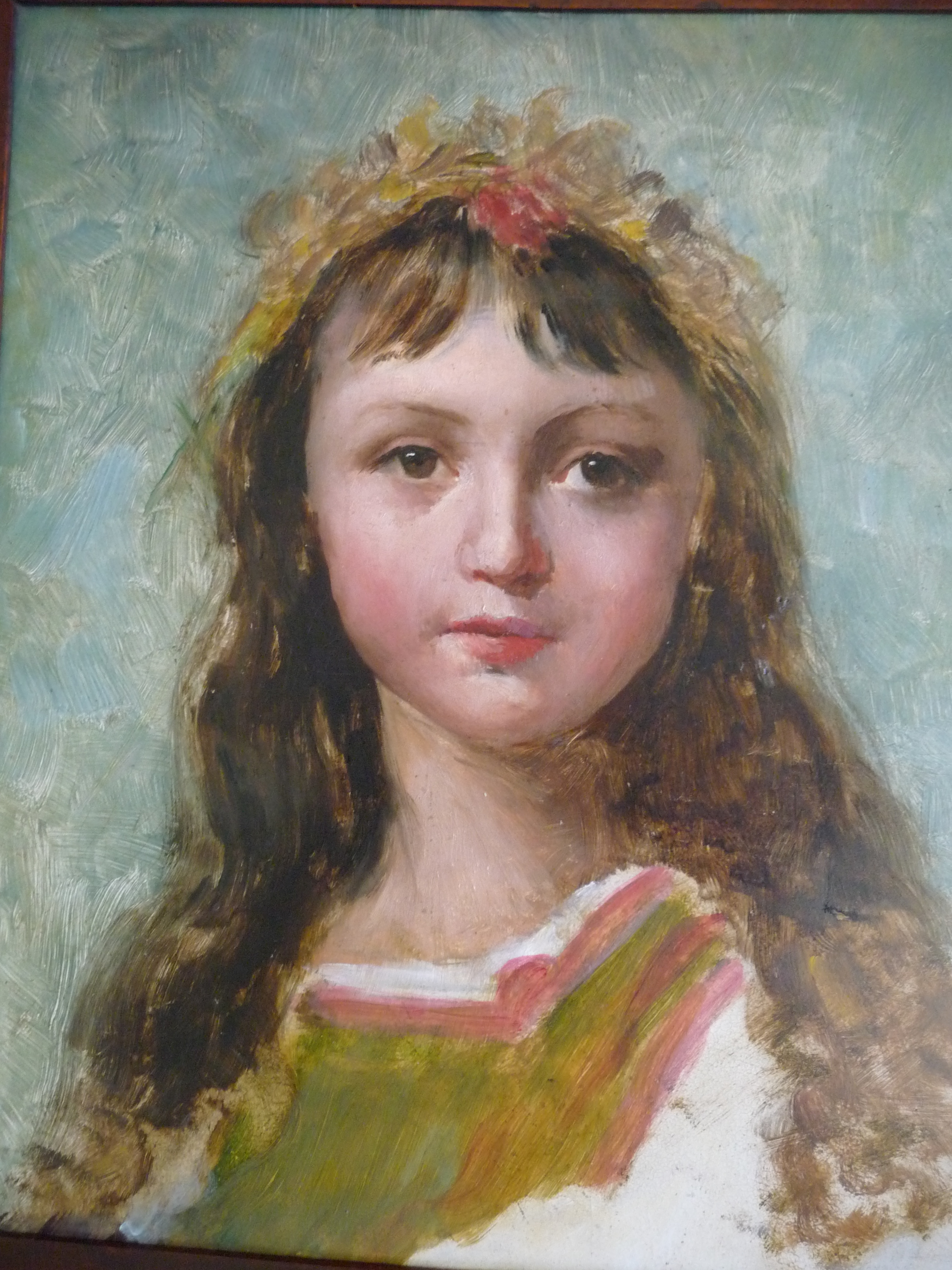
Denise, l'une des filles de Jules Aviat (1884) ; collection particulière AS.
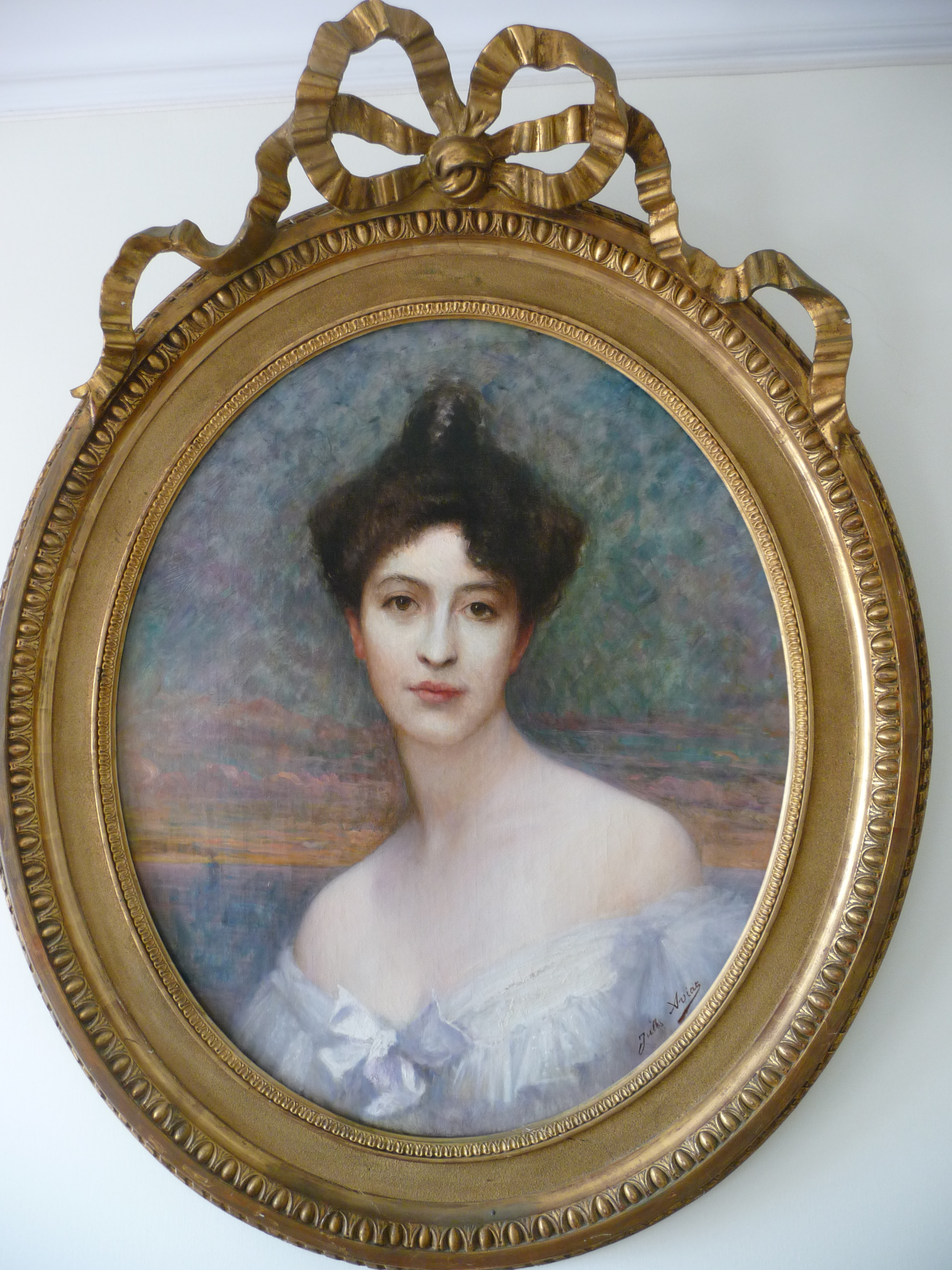
Madame Denise Serratrice, fille du peintre (1904) ; ce tableau est paru dans "Le Figaro-Modes" n° 16 d'avril 1904 : collection particulière AS

Dans ses portraits masculins, il concentre l'éclairage sur les visages et peint ses modèles sur des fonds neutres à la manière d'un Léon Bonnat.

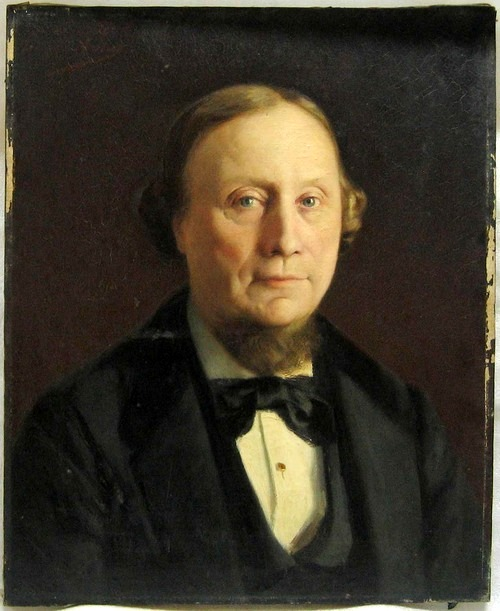
Pierre Antoine Aviat, Périgueux, musée d'art et d'archéologie du Périgord.
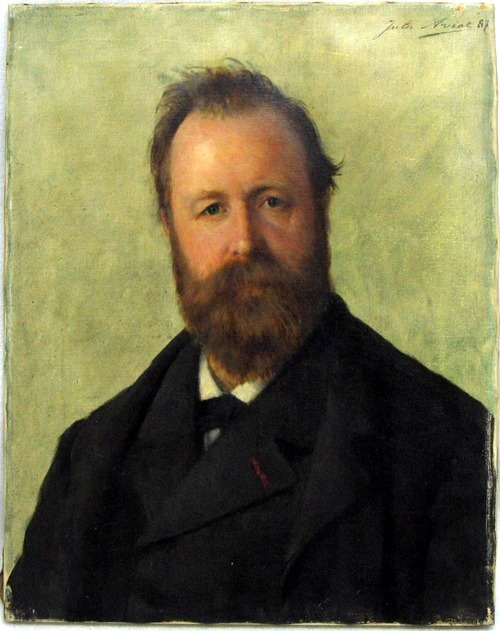
Portrait du Docteur Guilbert, Périgueux, musée d'art et d'archéologie du Périgord.
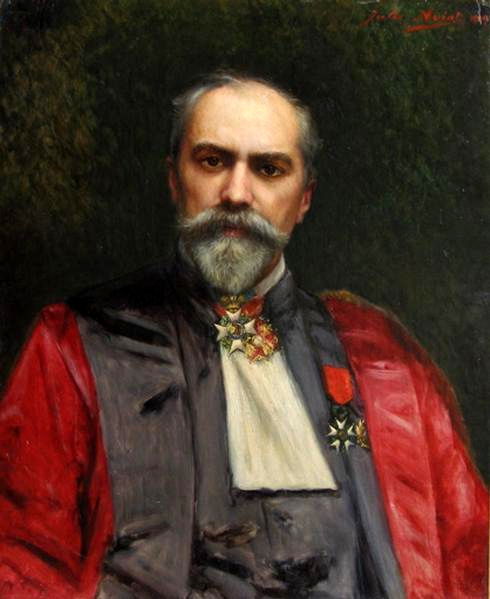
Le Professeur Alban Ribemont-Dessaignes (vers 1909), musée de Vendôme
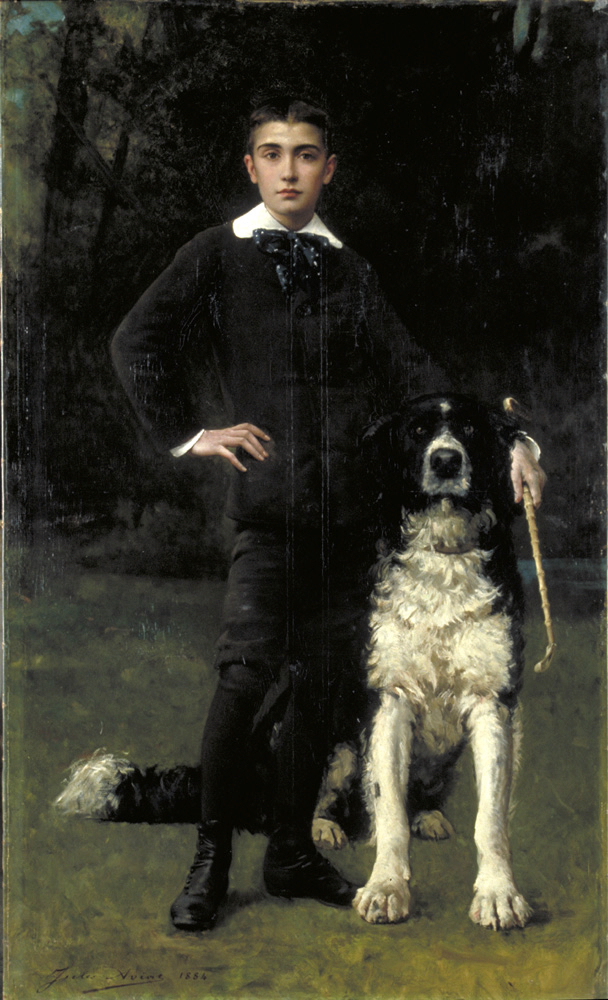
Portrait de Paul Bourgès à l'âge de 13 ans (vers 1884), musée des Beaux-Arts de Bordeaux.

### Scènes de genre

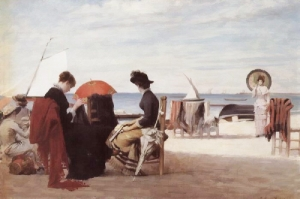
La Plage à Arcachon, localisation inconnue.
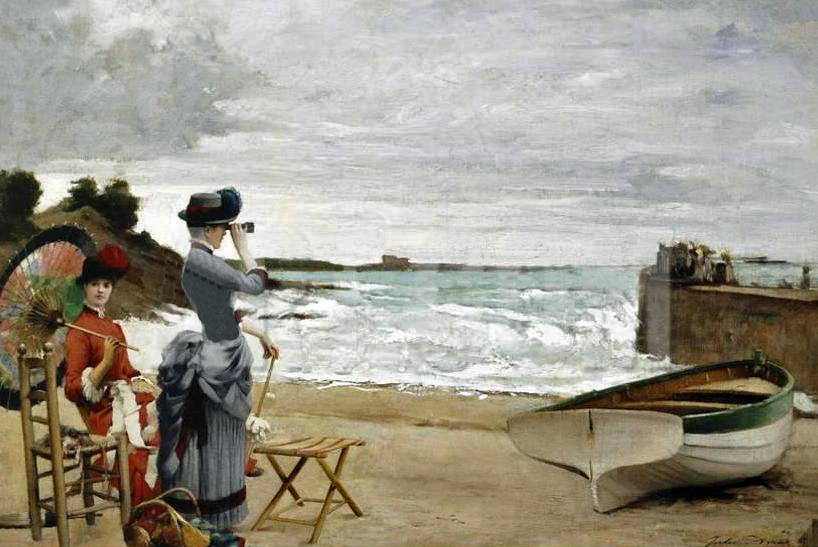
Élégantes sur la plage, localisation inconnue.
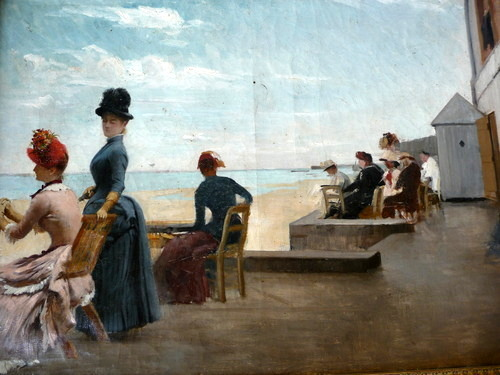
Élégantes sur la plage, collection CS.
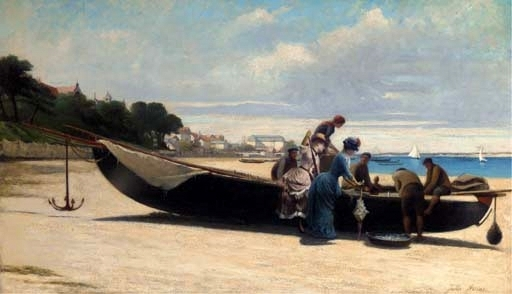
Élégantes à l'arrivée des pêcheurs dans la baie d'Arcachon, localisation inconnue.
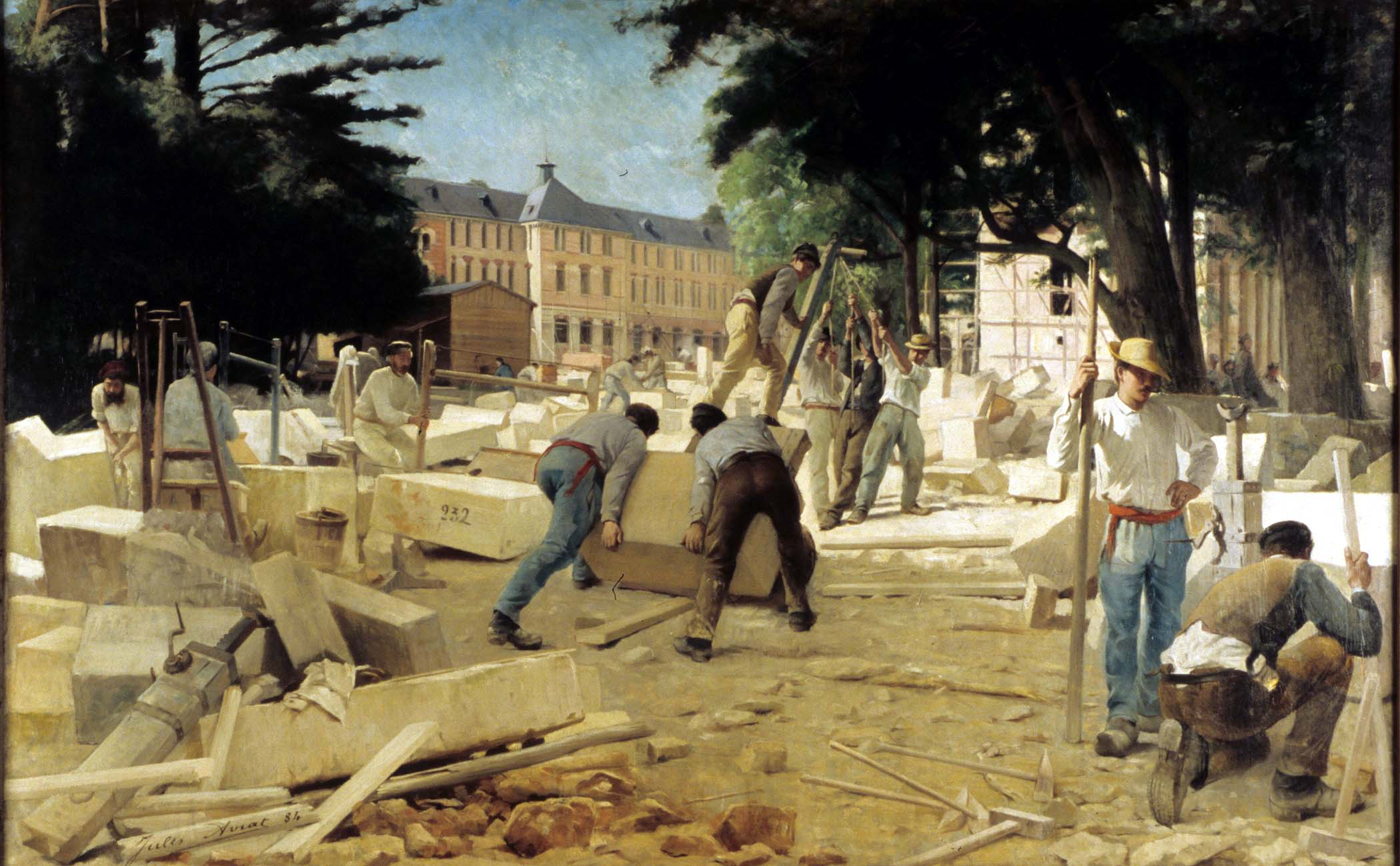
Le chantier du Lycée Lakanal à Sceaux (1884), musée de Chambéry.

### Paysages et natures mortes

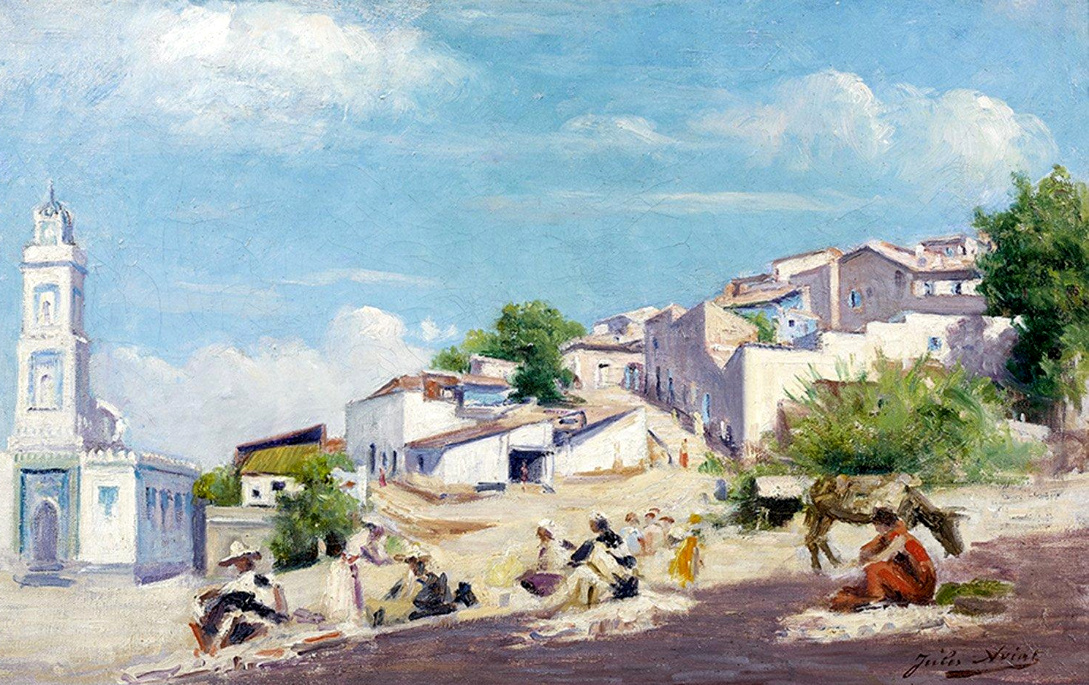
Bougie ou Bejaïa Algérie (1909), localisation  inconnue.
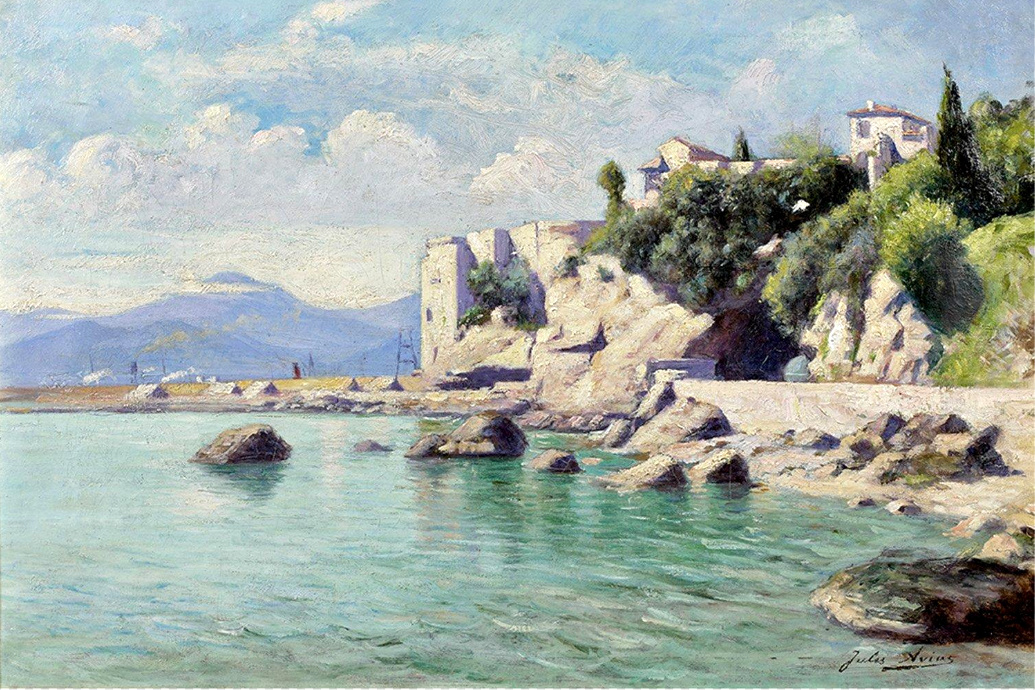
Bougie ou Bejaïa Algérie (1909), localisation inconnue.
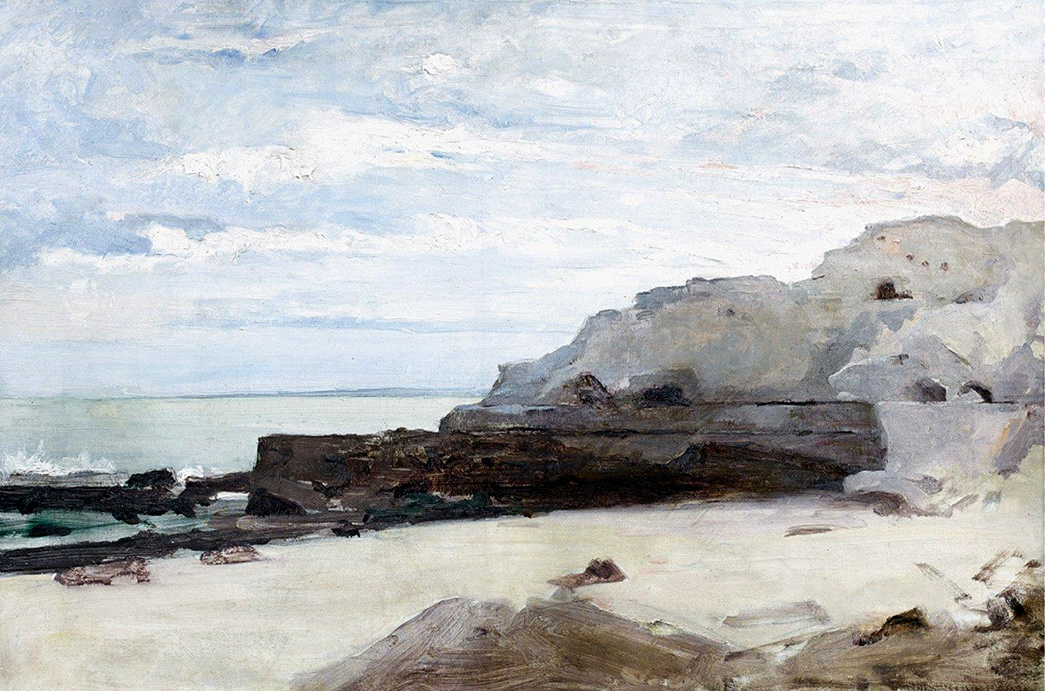
Rochers à Saint Georges de Didonne (1886), localisation inconnue.
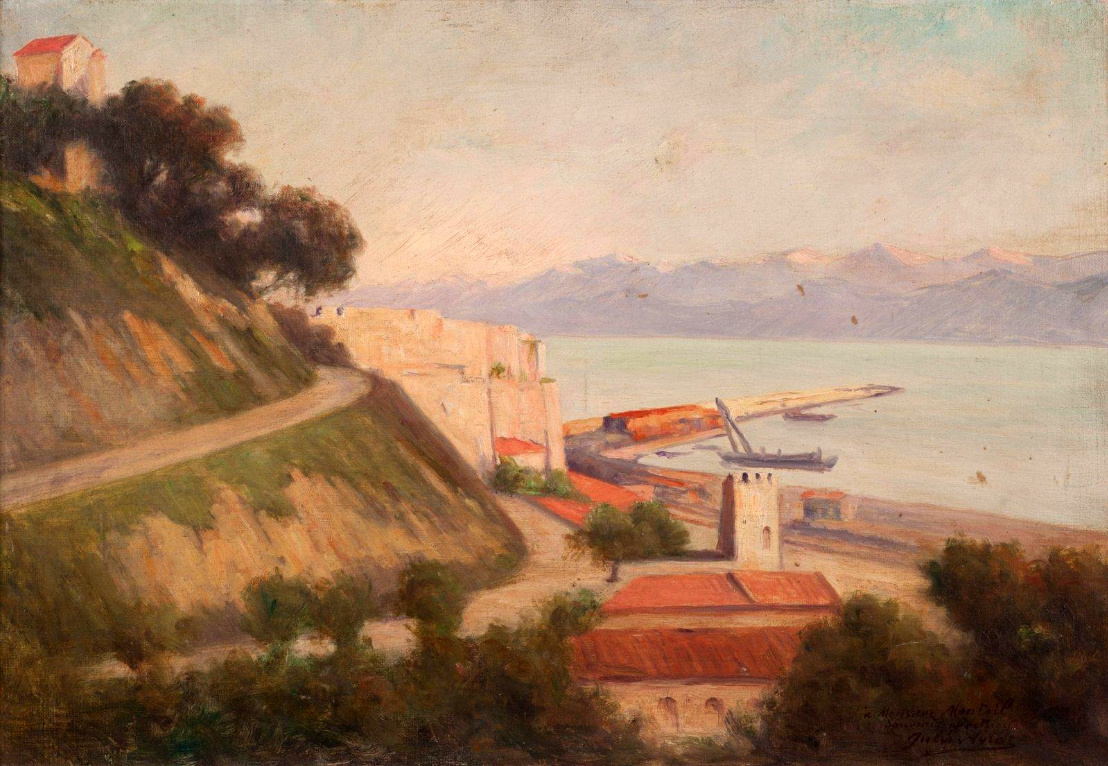
Au Lac, localisation inconnue.
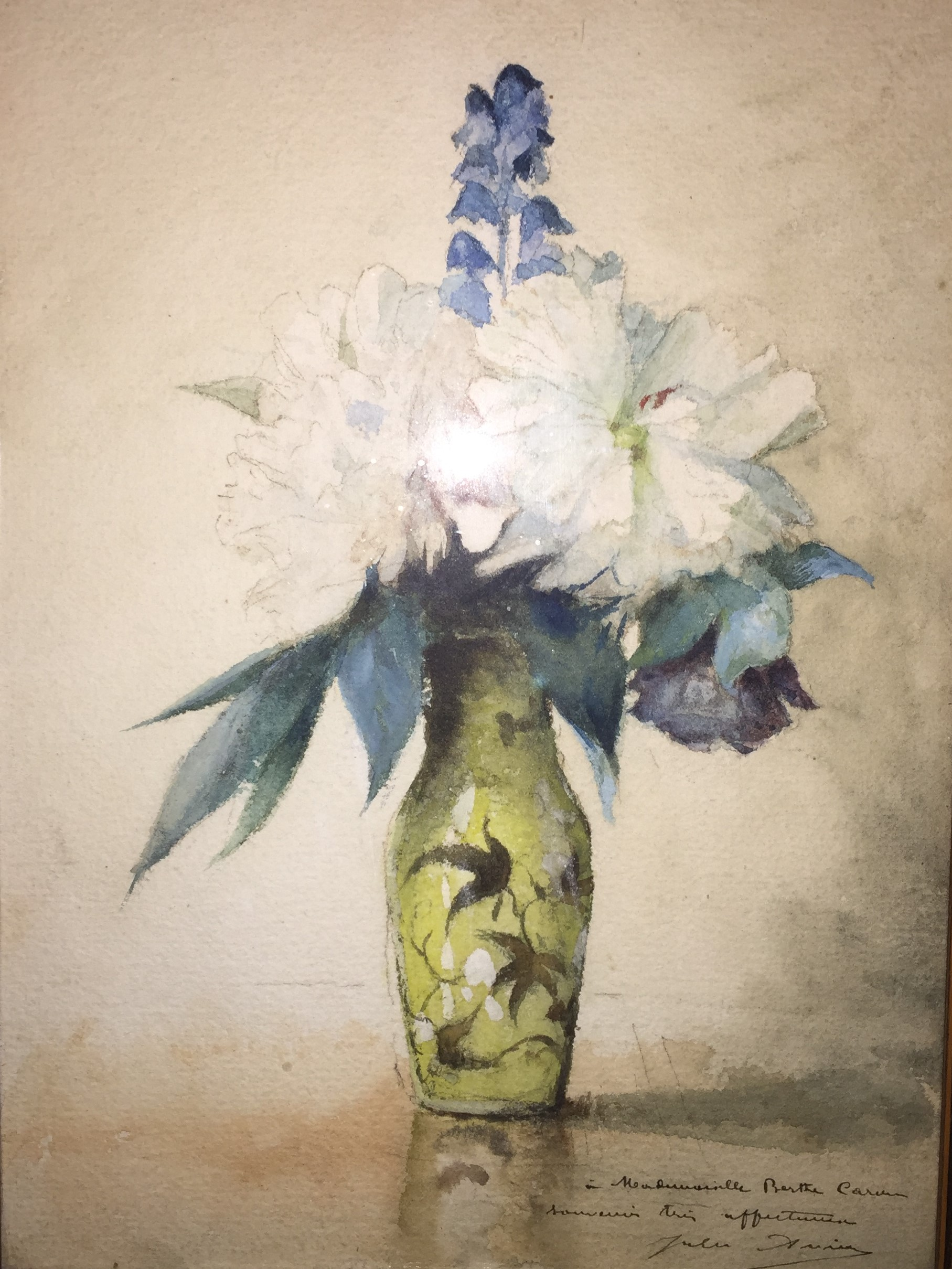
Bouquet de fleurs dédicacé à Mademoiselle Berthe Caron.

## Œuvres dans les collections publiques

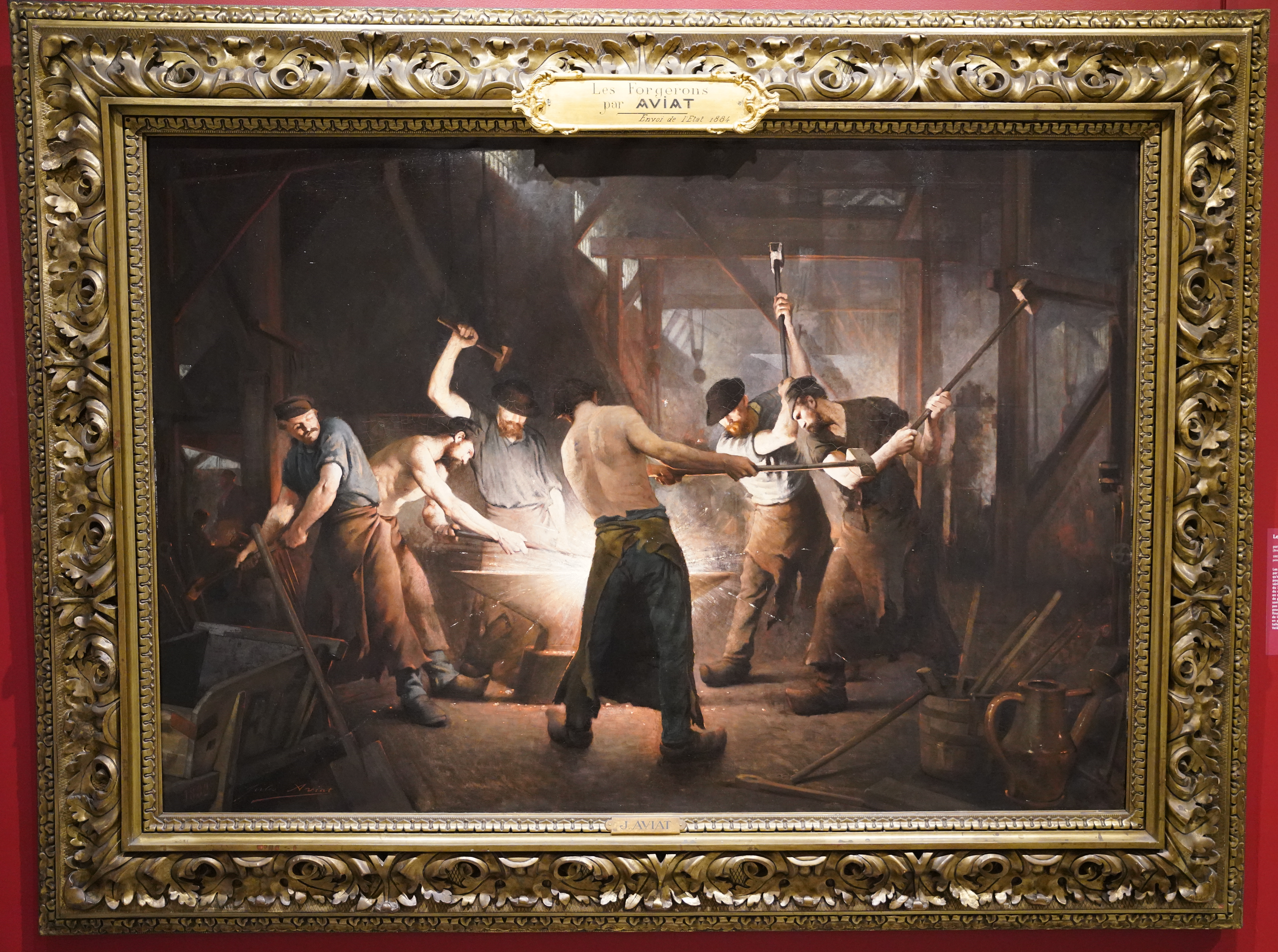
Les forgerons, musée de Troyes.

- Abbeville, musée Boucher-de-Perthes : Sainte Élisabeth de Hongrie soignant un blessé, 1879.
- Blois, musée des Beaux-arts du château.: « Portrait de Charlotte Corday » 1899 ?
- Bordeaux, musée des beaux-arts : Portrait de Paul Bourgès à l'âge de 13 ans, vers 1884.
- Périgueux, musée d'art et d'archéologie du Périgord :
  - Départ pour la chasse ;
  - Portrait de la mère de Mme Poix ;
  - Portrait d'une jeune femme roumaine ;
  - Portrait du Dr Guibert ;
  - Portrait de Mme Guibert ;
  - Portrait du père de Jules Aviat ;
  - Portrait de la mère de Jules Aviat ;
  - Portrait du Dr Bardy Delisle.
- Reims, musée des beaux-arts : Portrait du Dr Louis Landouzy.
- Rennes, musée des beaux-arts : Portrait de Madame Gustave Toudouze, 1883.
- Rouen, musée des beaux-arts : Portrait de Mlle Suzanne Marsa, 1893.
- Saintes, musée du Présidial : Portrait du comte Lemercier.
- Troyes, musée Saint-Loup :
  - Les Forgerons ;
  - Portrait de Berthe Bousquet née Caron ;
  - Portrait de Mme Aspasie Caron ;
  - Portrait d'homme.
- Vendôme, musée de Vendôme : Le Professeur Alban Ribemont-Dessaignes, vers 1909.
- Vizille, musée de la Révolution française : Charlotte Corday, mort de Marat, 1880.

### Source
- Alain Serratrice, « Jules Aviat », sur Tumblr (consulté le 23 août 2018).
- Alain Serratrice, arrière petit-fils du peintre ; email : aserratrice@gmail.com